# Lũ lụt Iran 2019
Vào tháng 3 năm 2019, tháng 4 năm 2019, lũ quét lan rộng khắp các vùng rộng lớn ở Iran, nghiêm trọng nhất là ở Golestan, Fars, Khuzestan, Lorestan và các tỉnh khác. Ít nhất 62 người chết trên toàn quốc kể từ ngày 3/4. Hai mươi ba trong số ba mươi mốt tỉnh của quốc gia bị ngập lụt.
Liên đoàn Chữ thập đỏ và Trăng lưỡi liềm đỏ quốc tế đã phát động những nỗ lực cứu trợ lớn với Lưỡi liềm đỏ Iran triển khai 11.000 nhân sự. Sự chỉ trích của Tổng thống Hassan Rouhani đã nảy sinh trong phản ứng chậm trễ của chính phủ.

## Golestan và Mazandaran

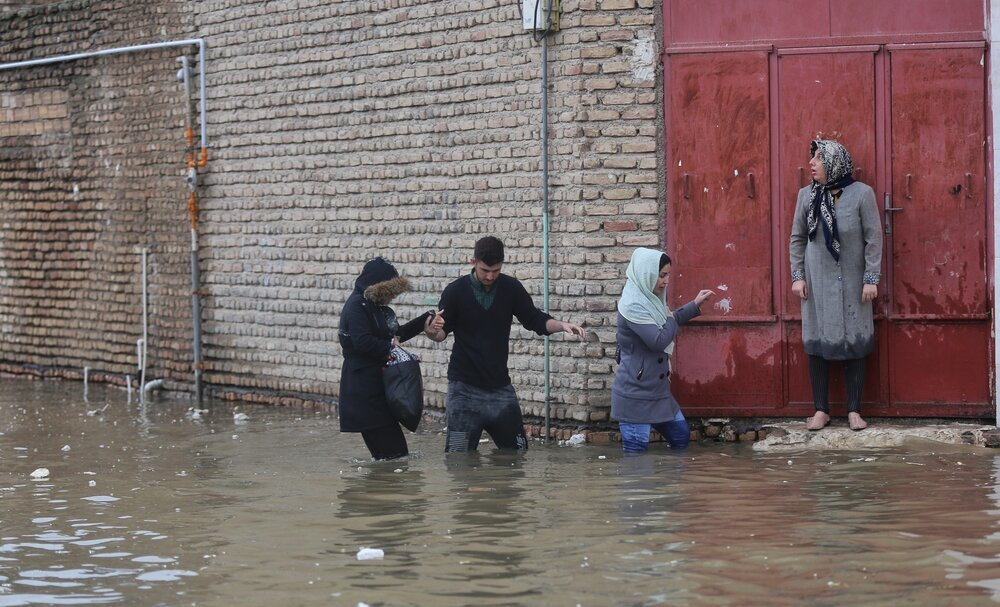
Lũ lụt ở Aqqala, Golestan

Vào ngày 20 tháng 3 năm 2019, lượng mưa lớn ở hai tỉnh Golestan và Mazandaran ở Iran đã gây ra lũ lụt nặng nề. Những trận lụt này đã gây thiệt hại tài chính cho người dân sống ở những khu vực này và cả hai đứa trẻ đều chết..
Một số nơi của tỉnh Golestan nhận được 50–70 phần trăm lượng mưa trung bình của họ trong khoảng thời gian năm ngày. Một số khu vực được ghi nhận khoảng300 mm (12 in) lượng mưa, tương đương với lượng mưa hàng năm thông thường. Những lượng này vượt quá lượng mưa trong khu vực trong ít nhất 70 năm. Lũ lụt ở các tỉnh Golestan và Mazandaran được coi là sự kiện 1 năm 100 năm. ez

## Shiraz

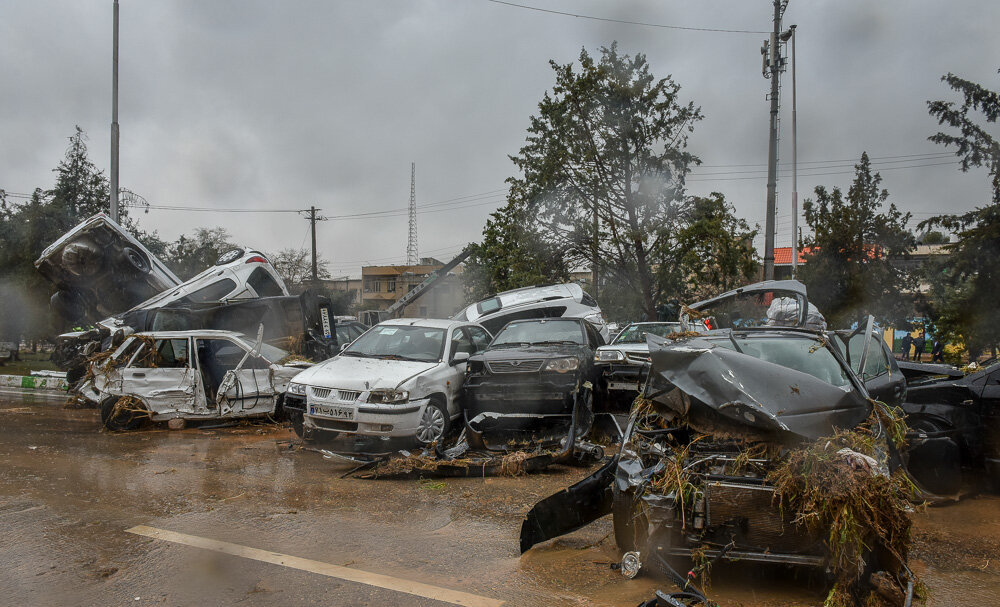
Thiệt hại do lũ lụt ở Shiraz

Vào ngày 25 tháng 3, lũ quét sau những trận mưa lớn ở Tây Nam Iran ở vùng lân cận thành phố Shiraz giết chết 19 người và làm bị thương hơn 200 người khác. Nhiều người đang đi du lịch cho kỳ nghỉ Nowruz, và bị thương hoặc thiệt mạng khi xe của họ bị cuốn khỏi đường. Mưa ngắn nhưng nặng hạt, kéo dài trong hai đợt khoảng 15 phút mỗi lần, tuy nhiên, tác động đã trở nên trầm trọng hơn bởi giao thông đường bộ nặng nề vào thời điểm đó. Tổ chức Khí tượng của Iran đã đưa ra cảnh báo về lũ lụt tiếp theo, vì mưa lớn dự kiến sẽ kéo dài ít nhất cho đến ngày 27 tháng 3. Nhà lãnh đạo của Iran Bộ năng lượng đã tuyên bố rằng biến đổi khí hậu là một yếu tố góp phần vào lũ lụt. Kể từ ngày 26 tháng 3 năm 2019, 20 trong số 31 tỉnh của Iran hiện đang bị ngập lụt hoặc đối mặt với khả năng lũ lụt sắp xảy ra.
Một trận mưa ngắn nhưng dữ dội đã gây ra một trận lũ quét bất ngờ nhấn chìm một đường cao tốc chính giữa Shiraz và Esfahan, khiến nhiều du khách rời khỏi thành phố sau lễ kỷ niệm Nowruz. Các quan chức thành phố đã không cảnh báo người dân Shiraz về các điều kiện thời tiết nguy hiểm dẫn đến nhiều cái chết.

## Lorestan

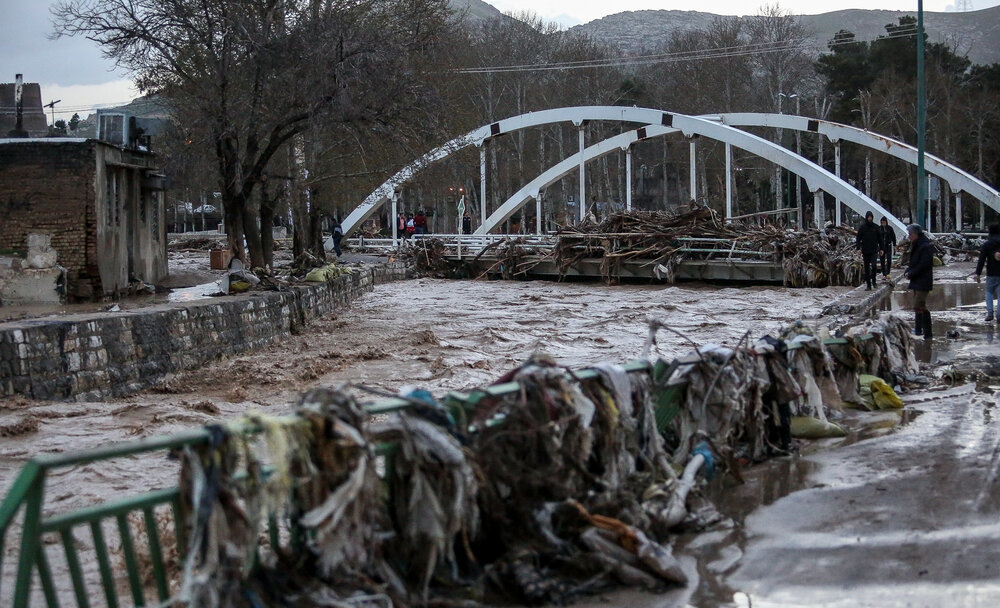
Lũ lụt ở Pol-e dokhtar, tỉnh Lorestan.

Mưa lớn vào ngày 3 tháng 4, đã hoàn toàn áp đảo một số thị trấn ởLorestan miền núi.
Thị xã Poldokhtar ở tỉnh Lorestan bị nhấn chìm bởi nước lũ. Khi nước rút, ô tô và nhà cửa chìm trong lớp bùn dày.
Theo báo cáo của cảnh sát nội bộ, ít nhất 90 người đã thiệt mạng khi lũ lụt nhấn chìm thành phố Poldokhtar phía tây tỉnh Lorestan.
Theo IRGC - trực thuộc TASnim Thông tấn xã, Heydari nói rằng các điều kiện ở Poldokhtar là tình trạng kinh khủng.